# 판디아 왕조
판디아(타밀어: பாண்டியர் 판디야르)는 남인도의 고대 타밀 왕조로, 팔라바, 촐라, 체라와 함께 타밀라캄 4대 왕국들 중 하나이다. 적어도 기원전 4세기부터 3세기까지 존재했던 판디아 왕조는 두 차례의 제국 지배 기간, 즉 서기 6세기부터 10세기까지의 기간, 그리고 '후기 판디아' (서기 13세기부터 14세기까지) 시대를 거쳤다. 자타바르만 순다라 판디아 1세와 마라바르만 쿨라세카라 판디아 1세의 통치 아래, 판디아는 마두라이의 영향을 받은 봉신국들을 통해 현재의 남인도와 스리랑카 북부 지역을 포함한 광범위한 영토를 지배했다.
세 타밀 왕조의 통치자들은 "타밀 국가의 세 명의 통치자(무-벤타르)"라고 불렸다. 판디아 왕조의 기원과 연대는 확립하기 어렵다. 초기 판디아 족장들은 내륙 도시 마두라이와 남부 항구 코르카이를 포함한 고대 시대부터 그들의 나라(판디아나두)를 통치했다. 판디아는 가장 오래된 타밀 시(상감 문학)에서 기념된다. 그리스-로마 기록(기원전 4세기), 마우리아 황제 아소카의 칙령, 타밀-브라흐미 문자로 전설이 담긴 동전, 타밀-브라흐미 비문 등은 기원전 3세기부터 초기까지 판디아 왕조의 연속성을 시사한다. 초기 판디아는 남인도 칼라브라 왕조의 등장으로 쇠퇴했다.
서기 6세기부터 9세기까지 데칸의 찰루키아 또는 라슈트라쿠타, 칸치의 팔라바, 마두라이의 판디아가 남인도의 정치를 지배했다. 판디아는 비옥한 하구인 카베리(촐라국), 고대 체라국(콩구와 중부 케랄라), 베나두(남부 케랄라), 팔라바국, 스리랑카를 자주 지배하거나 침입했다. 판디아는 9세기 탄자부르의 촐라가 부상하면서 쇠퇴했고, 이후에도 지속적으로 대립했다. 판디아는 13세기 후반 국경을 되살릴 수 있는 기회를 찾을 때까지 싱할라족, 체라족과 동맹을 맺고 촐라 제국에 대항했다.
판디아는 마라바르만 1세와 자타바르만 순다라 판디아 1세 (13세기) 아래 황금기에 접어들었다. 촐라국까지 확장하려는 마라바르만 1세의 초기 노력은 호이살라에 의해 효과적으로 이루어졌다. 자타바르만 1세(1251년경)는 성공적으로 왕국을 남쪽 케랄라의 텔루구국, 북쪽으로는 넬로르까지까지 확장하고 스리랑카 북부를 정복했다.. 칸치라는 도시는 판디아의 보조 수도가 되었다. 일반적으로 호이살라는 마이소르 고원에 국한되어 있었고, 심지어 소메스바라 왕도 판디아와의 전투에서 죽었다. 마라바르만 쿨라세하라 1세는 1279년 호이살라와 촐라의 동맹을 물리쳤고, 스리랑카를 침공했다. 존경할 만한 석가모니의 치아사리는 판디아에 의해 옮겨졌다. 이 기간 동안, 왕국의 통치는 몇몇 왕족들이 공유했고, 그들 중 한 왕족은 나머지 왕권을 누렸다. 판디아 왕국의 내부 위기는 1310년부터 1311년까지 할지 왕조의 남인도 침공과 동시에 일어났다. 그 뒤 이어진 정치적 위기로 인해 더 많은 술탄국의 습격과 약탈이 있었고, 남부 케랄라(1312년)와 북부 스리랑카(1323년)를 잃었고, 1334년에 마두라이 술탄국이 설립되었다. 퉁가하드라 계곡에 있는 우창기(9세기–13세기)의 판디아는 마두라이의 판디아와 관련이 있었다.
전승에 따르면, 전설적인 상감 ("학원")들이 판디아의 후원 아래 마두라이에서 열렸고, 판디아의 통치자들 중 일부는 그들 자신이 시인이라고 주장했다. 판디아나두는 마두라이의 미나크시 사원을 포함한 많은 유명한 사원들의 본거지였다. 카둔곤에 의한 판디아 권력의 부활은 시바파 나야나르들과 비슈누파 알바르들의 명성과 동시에 일어났다. 역사상 판디아의 통치자들은 짧은 기간 동안 자이나교를 믿었다고 알려져 있다.

## 어원 및 기원 전설
판디아의 어원은 학자들 사이에서 여전히 상당한 논쟁의 대상이다. 한 이론은 판디아라는 단어가 "오래된"을 의미하는 고대 타밀어 "판두"에서 파생되었다는 것이다. 이 이론은 상감 시대 타밀어 어휘에서 판디아는 오래된 나라를 의미하며, 촐라는 새로운 나라를, 체라 왕조는 산악 지역을, 팔라바는 산스크리트어로 가지를 의미하는 것과 대조된다. 또 다른 이론은 판디아라는 단어가 흰색 또는 창백함을 의미하는 산스크리트어 단어 판두에서 파생되었으며, 이는 판두 왕과 판다바를 지칭한다는 것이다. 언급된 이러한 파생어 외에도, 역사 연구에서 여러 다른 이론들이 나타난다.
고대 타밀 신화에 따르면, 세 형제 체란, 촐란, 판디안은 남부 도시 코르카이에서 함께 통치했다. 판디아는 집에 머물렀지만, 그의 두 형제 체란과 촐란은 헤어진 후 북부와 서부에 각자 자신들의 왕국을 세웠다. 서사시 《실라파티카람》은 판디아의 상징이 물고기였다고 언급한다.
인도의 대서사와 푸라나와 같은 전통은 종종 남인도를 현자 아가스티아(남부에 아쉬람이 있었던)와 연관시킨다. 아가스티아는 중세 타밀 문학에서도 두드러지게 나타난다.
민속에 따르면, 알리 라니("알리 여왕"을 의미)는 판디아의 상감 시대 초기 통치자 중 한 명이다. 그녀는 남성이 하인이었고 행정 관리와 군대가 여성이었던 "아마조네스 여왕"으로 알려져 있다. 그녀는 수도 쿠디라마라이에서 스리랑카 서부와 북부 해안 전체를 통치했다고 여겨지며, 그곳에서 그녀의 요새로 추정되는 유적이 발견되었다. 그녀는 때때로 판디아와 관련된 신들인 미나크시와 칸나기의 화신으로 여겨진다.

### 찬드라밤사
중세 판디아 왕들은 찬드라밤사 또는 달의 왕조에 속했다고 주장했다. 그들은 푸루라바스와 나후샤를 조상으로 주장했다. 푸루라바스는 네둔자다이야 바라구나-바르만 1세(자틸라 파란타카 네둔자다이야)의 벨비쿠디 비문에 조상 중 한 명으로 등재되어 있다.

## 판디아 역사의 출처
찬드라굽타 마우리아에 파견된 그리스 대사 메가스테네스는 판디아의 여왕을 '판다이아'라고 언급하며, 그들이 인도 남부에 위치하여 바다까지 확장되었다고 기록했다. 그 나라는 일년 내내 왕궁의 필요를 충족시키는 365개의 마을로 구성되어 있었다. 그는 판다이아 여왕을 헤라클레스의 딸(일부 저자에 따르면 시바 또는 크리슈나의 딸)로 묘사했다. 판디아의 수도 마두라이는 카우틸리아의 아르타샤스트라 (기원전 4세기)에서 '남부의 마투라'로 언급된다.

### 고고학적 출처

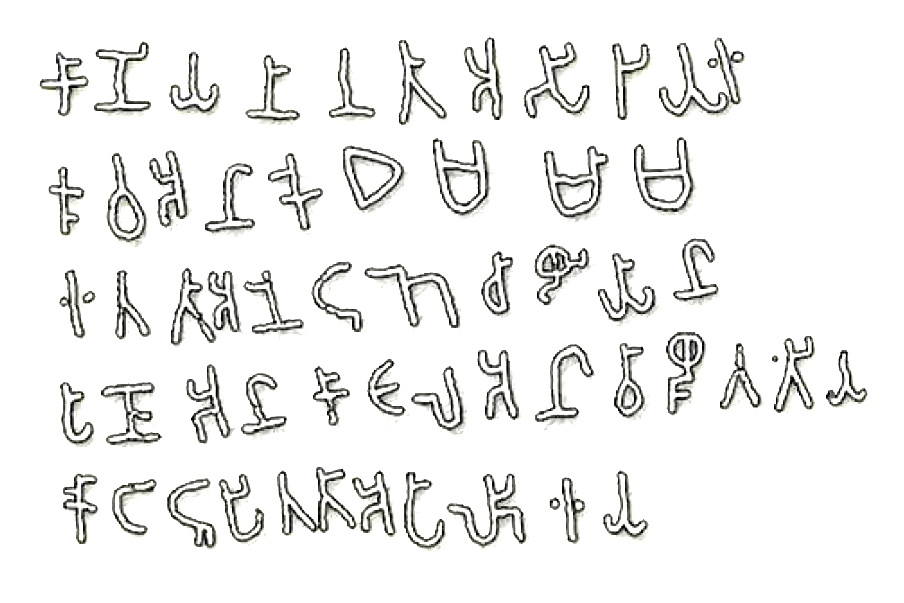
망굴람 비문(기원전 3세기~2세기)

판디아는 마우리아 왕조 황제 아소카의 비문(기원전 3세기)에도 언급되어 있다. 그의 비문(제2, 제13 주요 암각 칙령)에서 아소카는 남인도와 스리랑카의 민족들—촐라, 체라, 판디아, 사티야푸트라들을 언급한다. 이들 정체(政體)들은 아마도 마우리아 제국의 일부는 아니었으나, 아소카와 우호적인 관계를 유지했다:
| “ | 다르마에 의한 정복은 여기서, 국경에서, 심지어 600 요자나(5,400~9,600km) 떨어진 곳, 즉 그리스 왕 안티오코스가 통치하는 곳, 그 너머에 프톨레마이오스, 안티고노스, 마가스, 알렉산드로스라는 네 왕이 통치하는 곳, 그리고 남쪽의 촐라, 판디아, 그리고 탐브라파르니 강까지 이르는 곳에서 승리하였다. (주요 암각 칙령 제13호), 벤. S. 담미카 번역 | ” |

 신들의 사랑을 받는 피야다시 왕(아소카)의 정복된 모든 지역뿐만 아니라, 촐라, 판디아, 사티야푸트라, 케랄라푸트라와 같은 충성스러운 지역, 심지어 탐바판니(실론)에 이르기까지, 그리고 그리스의 영토(이 중 안티오코스의 장군들이 통치자이다) 내의 모든 곳에서, 신들의 사랑을 받는 라자 피야다시의 이중 의료 시스템이 확립되어 있다. 이는 인간과 동물을 위한 의료 지원을 모두 포함한다.
 (주요 암각 칙령 제2호), 제임스 프린셉 번역

금석문에서 발견된 가장 초기의 판디아는 네둔젤리얀으로, 기원전 3세기와 2세기로 추정되는 타밀-브라흐미 망굴람 비문(마두라이 근처)에 등장한다. 이 기록은 자이나교 금욕주의자에게 바위를 깎아 만든 침대를 기증한 것을 기록한다. 망굴람 비문에서 발견된 네둔젤리얀, 카달란, 이잔차디칸은 탈라이얄랑가남 네둔젤리얀 및 팔야가-살라이 무두쿠디미 페루발루디와 같은 통치자들보다 앞선 것으로 추정된다.
기원전 1세기경에 통치했던 칼링가 왕 카라벨라는 그의 하티굼파 비문에서 132년 동안 지속되었던 타밀 국가들의 연합("타미라-데사-상하타")을 파괴하고 판디아 왕국에서 수많은 진주를 얻었다고 주장한다.
같은 시기로 추정되는 판디아의 물고기 상징이 있는 은 펀치마크 주화도 발견되었다.

### 초기 타밀 문학
초기 역사적 판디아는 현존하는 가장 오래된 타밀 시에서 기념된다. 시에는 약 12명의 판디아 통치자가 언급되어 있다. 전통에 따르면, 전설적인 상감("학회")은 판디아의 후원 아래 마두라이에서 개최되었다. 《이라이야나르 아갑포룰》과 같은 여러 타밀 문학 작품은 세 개의 별도 상감의 전설을 언급하며, 그 후원을 판디아에게 돌린다.
초기 역사 시대 남인도의 판디아 통치자들
- 무다티루마란
- 쿤 판디아

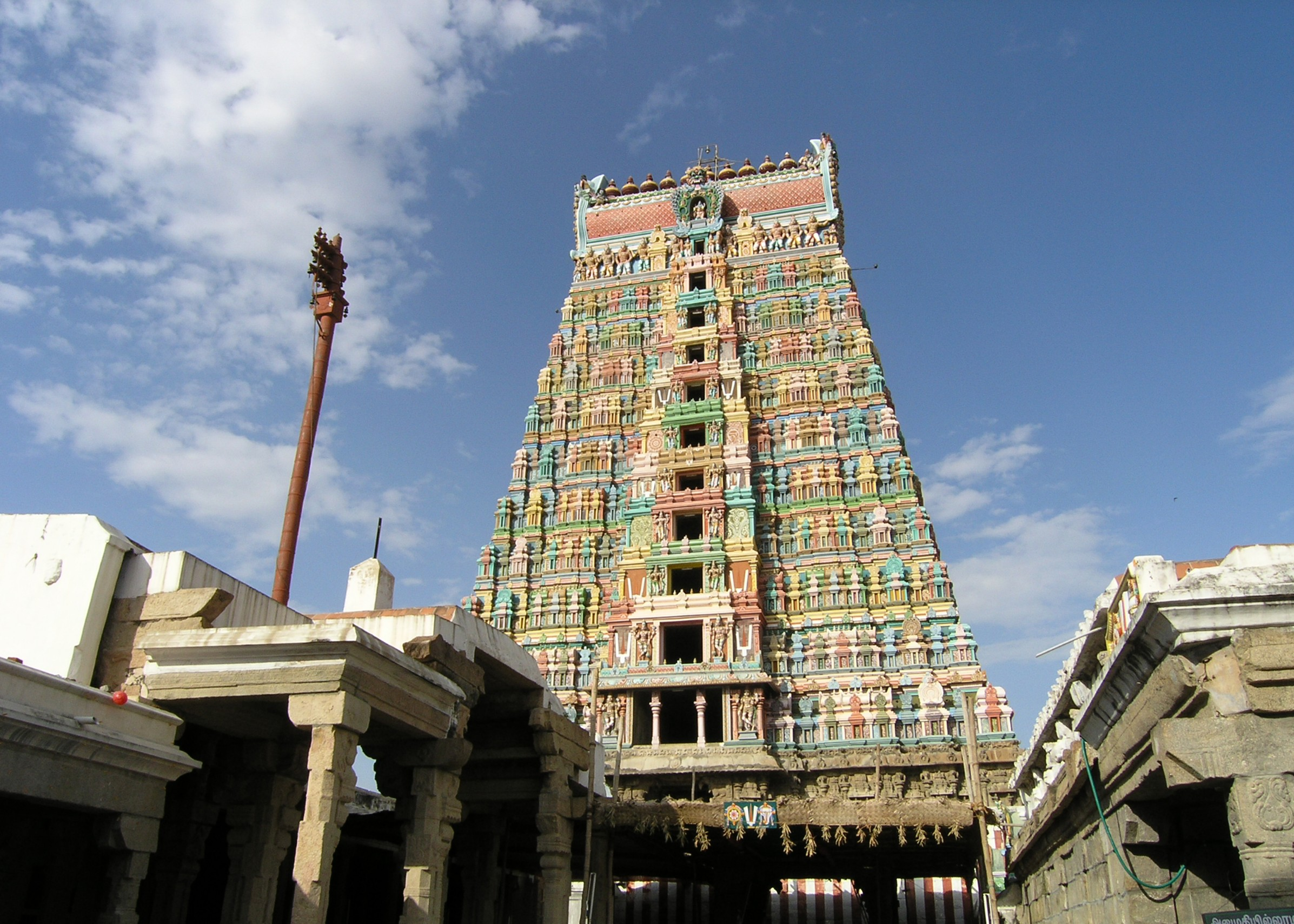
스리빌리푸투르 안달 사원은 주로 판디아에 의해 지어졌으며, 타밀나두주의 공식 국장이다.

- 네둔젤리얀 1세 ("아리야파 파다이 카단타")
- 푸다-판디아
- 팔야가살라이 무두쿠디미 페루발루디[45]
- 네둔젤리얀 2세
- 난 마란
- 네둔즈 첼리얀 3세 ("탈라이얄랑아나투 세루벤드라")[45]
- 마란 발루디
- 카달란 발루티
- 무시리 무트리야 첼리얀
- 우키랍 페루발루디
- 부타 판디안
- 아리부다인암피

탈라이얄랑가남의 승리자 네둔젤리얀, 여러 희생 제사를 지낸 후원자("팔야가-살라이") 무두쿠디미 페루발루디와 같은 판디아 통치자들은 여러 시(예: 마투라이칸키)에서 언급된다.
아카나누루와 푸라나누루 시집에 있는 여러 짧은 시 외에도, 초기 역사 시대 판디아국의 사회 및 상업 활동을 엿볼 수 있는 두 가지 주요 작품인 《마투라이칸키》와 《넷발트바타》가 있다. 《푸라나누루》와 《아카나누루》 시집에는 다양한 판디아 통치자들을 찬양하는 시와 통치자들 자신이 지었다고 주장되는 시들이 포함되어 있다.
시 외에도, 페루발루디 왕은 후대의 구리판 문서(서기 8세기~9세기)에서도 언급된다. 《마투라이칸키》에서 작가 만쿠디 마루타나르는 그의 후원자인 탈라이할랑가눔 네둔젤리얀을 코르카이의 영주이자 남부 파라타바르의 군벌로 언급한다. 이 작품은 네둔젤리얀의 통치하에 있던 마두라이와 판디아국에 대한 상세한 묘사를 포함한다. 유명한 탈라이얄랑가남 전투(탄조르 동부)에서 판디아는 그의 적들(체라와 촐라를 포함)을 물리친 것으로 알려져 있다. 그는 또한 해안을 따라 위치한 두 "벨" 중심지인 미잘라이와 무투루를 정복한 공로로 칭송받는다. 나키라르의 《넷발트바타》(파투파투 시집에 포함)는 네둔젤리얀 왕의 궁전에 대한 묘사를 담고 있다.

### 외국 문헌
마하밤사 불교 경전(서기 5세기에 편찬)은 비자야(기원전 543년~505년)가 700명의 추종자들과 함께 스리랑카에 도착한 맥락에서 판디아 왕을 언급한다.
- 마하밤사에 따르면, 스리랑카에서 남인도의 마두라 시로 귀한 선물이 가득 실린 사절이 파견되었다. 그들의 임무는 비자야 왕자를 위한 신부를 구하는 것이었다. 마두라이의 판디아 왕은 이 제안에 동의했다. 그는 자신의 딸을 비자야 왕자와 결혼시키기 위해 보냈을 뿐만 아니라, 다른 가문들에게도 그들의 딸을 왕자의 대신들과 시종들과 결혼시키도록 요청했다. 그리하여 공주와 수백 명의 처녀, 장인들, 그리고 18개 길드의 천 가구가 스리랑카로 파견되었다.[54]
- 고전 고대 시대의 그리스 및 라틴 문헌(서기 초기)은 고대 타밀 국가, 즉 타밀라캄을 "리미리케" 또는 "다미리케"(또는 디미리케/디미릭세 또는 다미리케)로 지칭하며 그 통치 가문들을 언급한다.[13]
- 그리스의 작가 메가스테네스(기원전 4세기)도 판디아 왕국이 여성에 의해 통치되었다고 언급한다.[55] 그는 인디카에서 판디아국을 "인도의 남부에 위치하며 바다까지 뻗어 있는 부분"이라고 묘사했다. 그의 기록에 따르면, 왕국에는 365개의 마을이 있었고, 각 마을은 일년 중 하루 동안 왕실의 필요를 충족시키도록 되어 있었다. 그는 당시 판디아 여왕인 판다이아를 헤라클레스의 딸로 묘사했다.[56][57]
- 가이우스 플리니우스 세쿤두스는 마두라이의 판디아 통치자를 일반적인 용어로 언급한다(서기 1세기).[13]
- 에리트리아해 페리플루스의 저자(서기 1세기)는 "판디아 왕국"의 부를 묘사한다.[13][14]...넬킨다는 무지리스에서 강과 바다로 약 500스타디아 떨어져 있으며, 다른 왕국, 판디아 왕국에 속한다. 이 곳 [넬킨다] 또한 강가에 위치하며, [아라비아] 바다에서 약 120스타디아 떨어져 있다....[58]

- 클라우디오스 프톨레마이오스( 140 CEc.[13])는 판디아의 나라를 판디아 메디테라네아와 모두라 레기아 판디오니스라고 묘사했다.[59]
- 스트라본은 판디온이라는 인도 왕이 아우구스투스에게 "선물과 명예로운 증여품"을 보냈다고 기록한다.[60][12] 1세기 고대 그리스 역사가 니콜라우스 다마스쿠스는 안티오키아에서 아우구스투스에게  13 CEc.경 "판디온 또는 다른 이들에 따르면 포루스라고 불리는 인도 왕"이 보낸 대사를 만났다(스트라본 XV.4 및 73).[61][62]
- 로마 황제 율리아누스는 서기 361년경 판디아로부터 사절단을 받았다.[9]
- 중국 역사가 우환은 3세기 우환의 저서 《위략》에서 판월 왕국을 언급한다....판월 왕국은 한월왕이라고도 불린다. 천축 (북인도)에서 남동쪽으로 수천 리 떨어져 있다...주민들은 키가 작으며 중국인과 같은 키이다...

- 학자 존 E. 힐은 판월을 판디아 왕국으로 보았다.[63] 그러나 다른 이들은 이를 현대 미얀마에 위치한 고대 국가[64] 또는 아삼주와 동일시했다.[65]
- 중국 여행가 현장은 칸치푸람에서 남쪽으로 더 떨어진 말라쿠타라는 왕국을 언급했는데, 이는 칸치푸람의 그의 불교 친구들에 의해 마두라이와 동일시되었다.[66]
- 13세기 후반(1288년과 1293년)에 베네치아 여행가 마르코 폴로는 판디아 왕국을 방문하여 그 땅과 사람들에 대한 생생한 묘사를 남겼다.[67][68]가장 검은 남자가 여기에서 가장 높이 평가되며, 그렇게 검지 않은 다른 사람들보다 더 낫다고 여겨진다. 덧붙이자면, 이 사람들은 자신들의 신과 우상을 검게 묘사하고 악마를 눈처럼 희게 묘사한다. 왜냐하면 그들은 신과 모든 성인들은 검고 악마들은 모두 희다고 말하기 때문이다. 그래서 그들은 내가 묘사한 대로 그들을 묘사한다.[69]

## 역사

### 초기 판디아

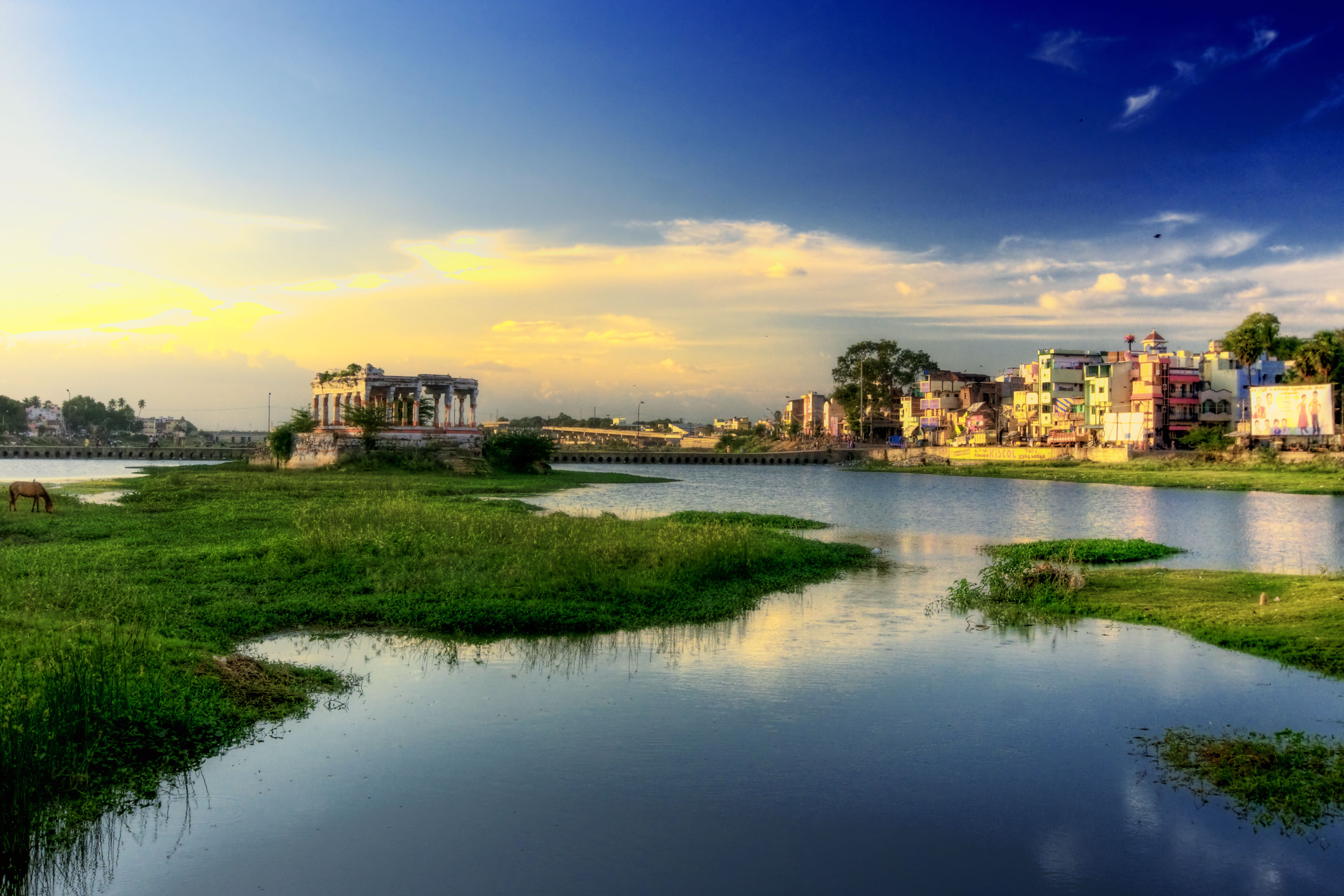
마두라이의 바이강

마우리아 제국의 황제 아소카(기원전 3세기)는 남인도와 스리랑카 사람들(촐라, 판디아, 사티야푸트라, 케랄라푸트라, 탐바르파니족)과 우호적인 관계를 유지했던 것으로 보인다. 아소카가 남인도(타밀라캄 – 타밀인의 거주지) 극남을 정복하려 했다는 징후는 없다.

초기 역사 시대 남인도의 세 주요 부족장 가문 – 체라, 판디아, 촐라 –는 무벤다르("세 벤다르")로 알려져 있었다. 그들은 전통적으로 내륙 타밀나두주의 본부(카루르, 마두라이, 우라이유르 각각)에 기반을 두었다. 세 벤다르의 강력한 부족장들은 초기 역사 시대 남인도의 정치 및 경제 생활을 지배했다. 체라, 촐라, 판디아 사이의 빈번한 분쟁은 고대(상감 문학) 타밀 시에 잘 기록되어 있다. 체라, 촐라, 판디아는 또한 각각 무지리스, 코르카이, 카베리강의 항구를 통제했다(고전 고대 세계와의 무역을 위해). 부족장에서 왕국으로의 점진적인 변화는 다음 시대에 일어난 것으로 보인다.

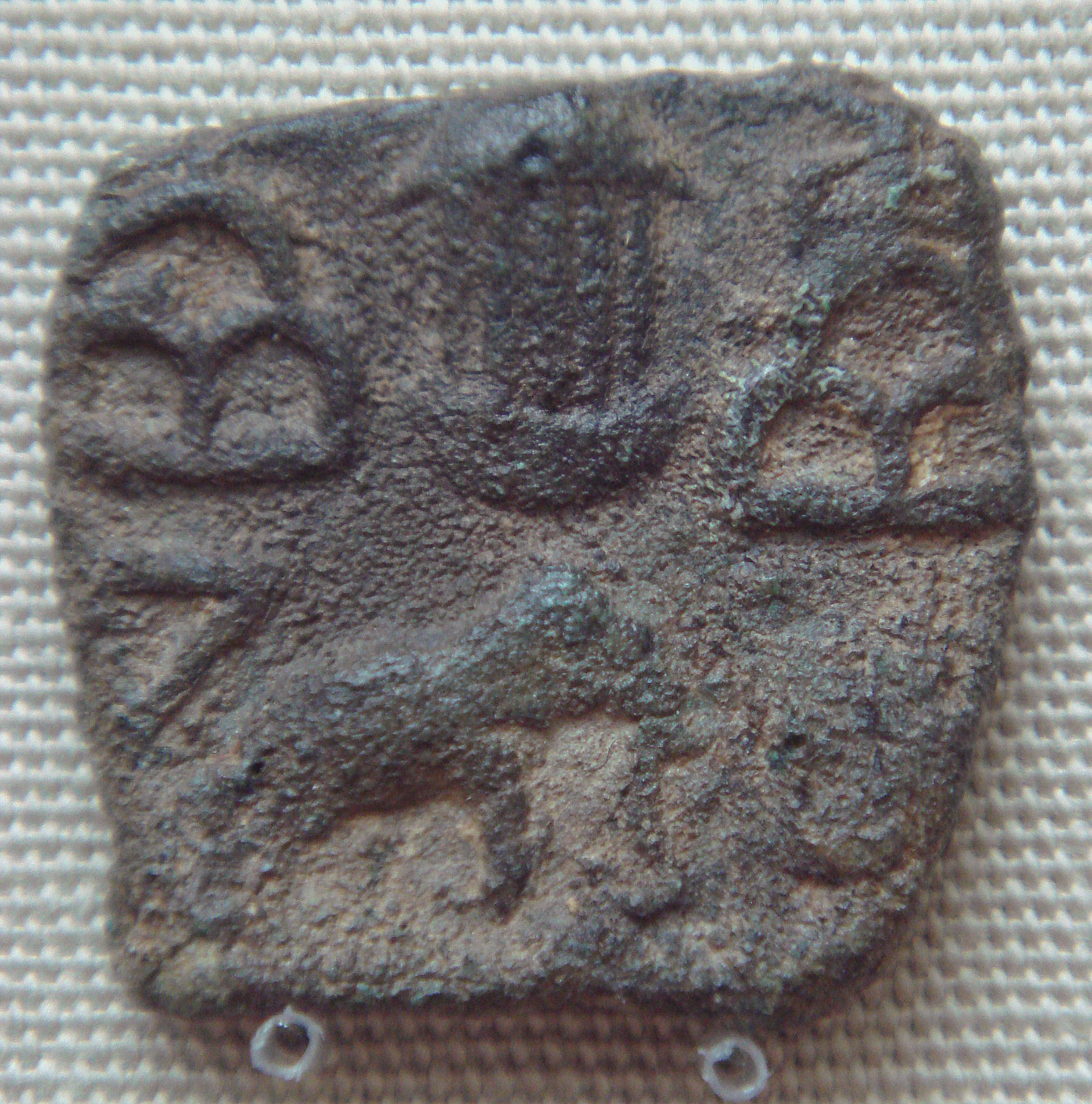
판디아의 사원과 코끼리 동전(스리랑카, 서기 1세기경) (대영박물관)

하티굼파에 있는 카라벨라 왕의 유명한 비문(기원전 1세기 중반)은 칼링가에 위협이 되었던 "트라미라" 국가들의 연합을 물리쳤다고 언급한다. 또한 "판디아" 왕국에서 전리품으로 가져온 진주가 많았다고 기록한다. 판디아 부족장은 진주 어업과 비단 산업으로 유명했다. 코르카이와 알라간쿨람은 판디아의 교역 중심지였던 것으로 여겨진다. 탐브라파르니강 어귀의 항구인 코르카이는 유명한 진주 어업과 연결되어 있었고, 알라간쿨람도 항구로 발전했다.
초기 역사 시대 판디아에 기인하는 여러 동전이 그 지역에서 발견되었다. 기원전 2세기로 추정되는 비문들도 왕실의 하사품 – 왕족과 부유한 평민 모두로부터 –을 기록하며 판디아국에서 발견되었다.
판디아는 세 "벤타르" 통치자들 중 가장 두드러졌던 것으로 보인다. 심지어 기원전 3세기부터 타밀 국가들의 연합을 대표하는 판디아 여왕에 대한 언급도 있다. 남 타밀나두주의 마두라이는 타밀어 사용자들의 중심지로서 남인도에서 가장 중요한 문화 중심지였다. 돌멘, 봉분, 돌 원형 및 암각실/통로와 같은 거석 유적은 남인도에서 찾을 수 있다. 매장품에는 철기, 상아 장신구, 검은색과 붉은색 도자기, 심지어 일부 로마 제국 동전도 포함된다. 소위 "벨리르" 언덕 부족장들은 이러한 거석 매장과 관련이 있는 것으로 추정된다.
그리스 및 라틴 기록(서기 초기), 타밀-브라흐미 문자로 된 전설이 새겨진 동전, 타밀-브라흐미 비문은 기원전 3세기부터 서기 초기까지 판디아 왕조의 연속성을 시사한다. 초기 판디아는 체라 및 촐라와 함께 결국 칼라브라 왕조에 의해 대체되었다.

### 중세 판디아

#### 판디아 부흥기(서기 7세기~10세기)

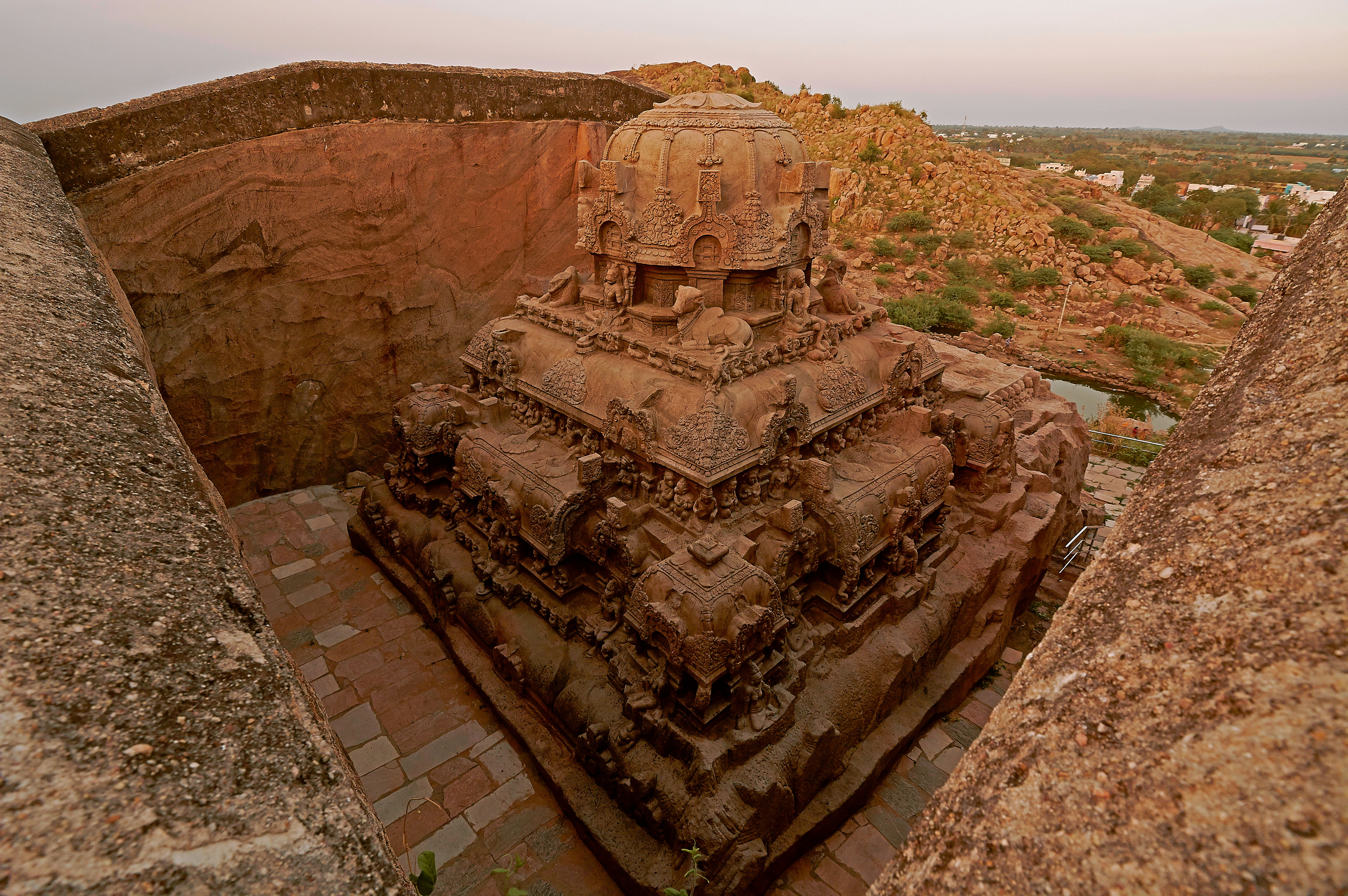
투티코린, 칼루구말라이의 베투반 코일. 판디아 왕국, 서기 8세기

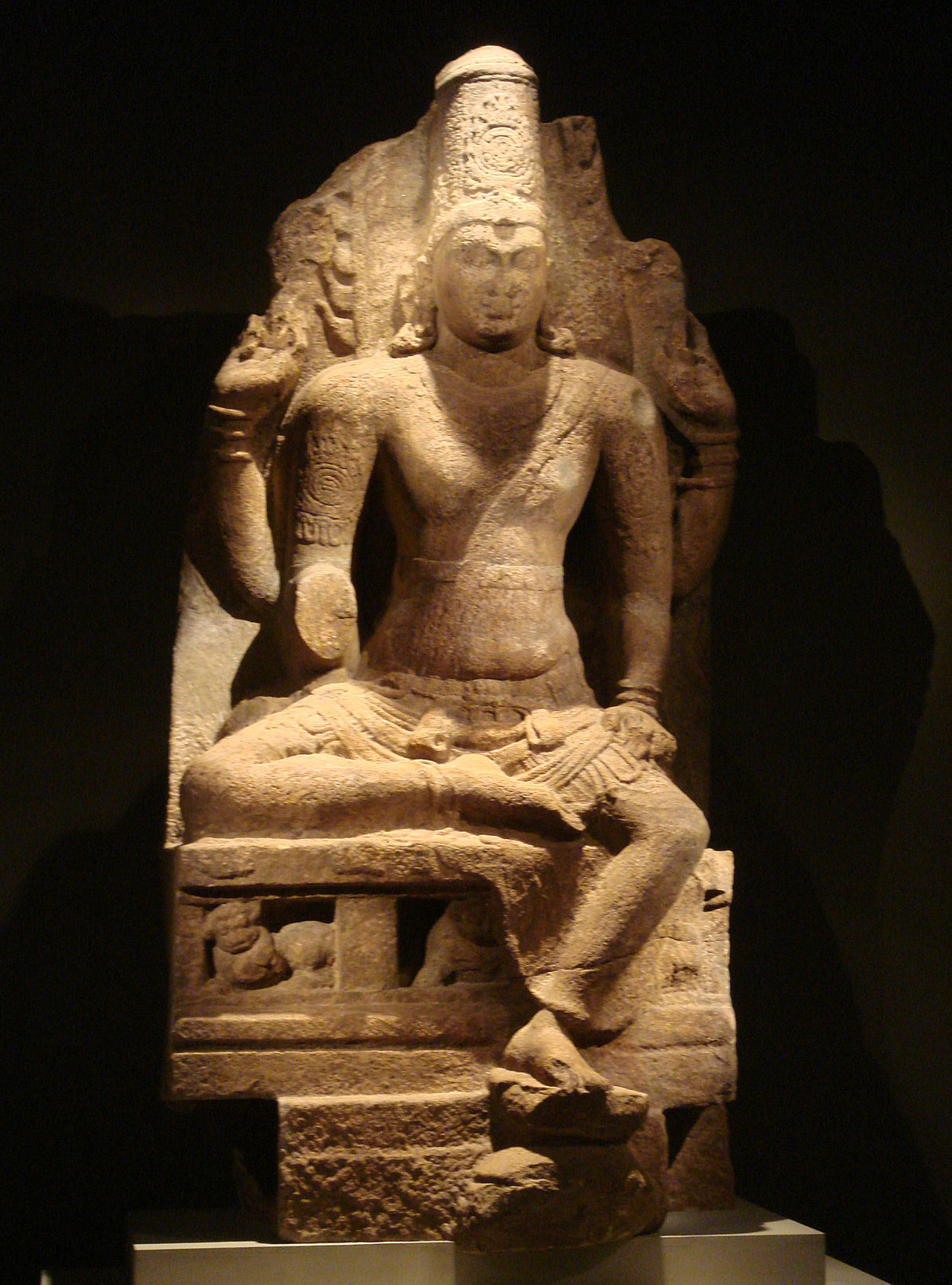
8세기 후반~9세기 초반 판디아 왕조의 비슈누 신좌상 (메트로폴리탄 미술관, 뉴욕)

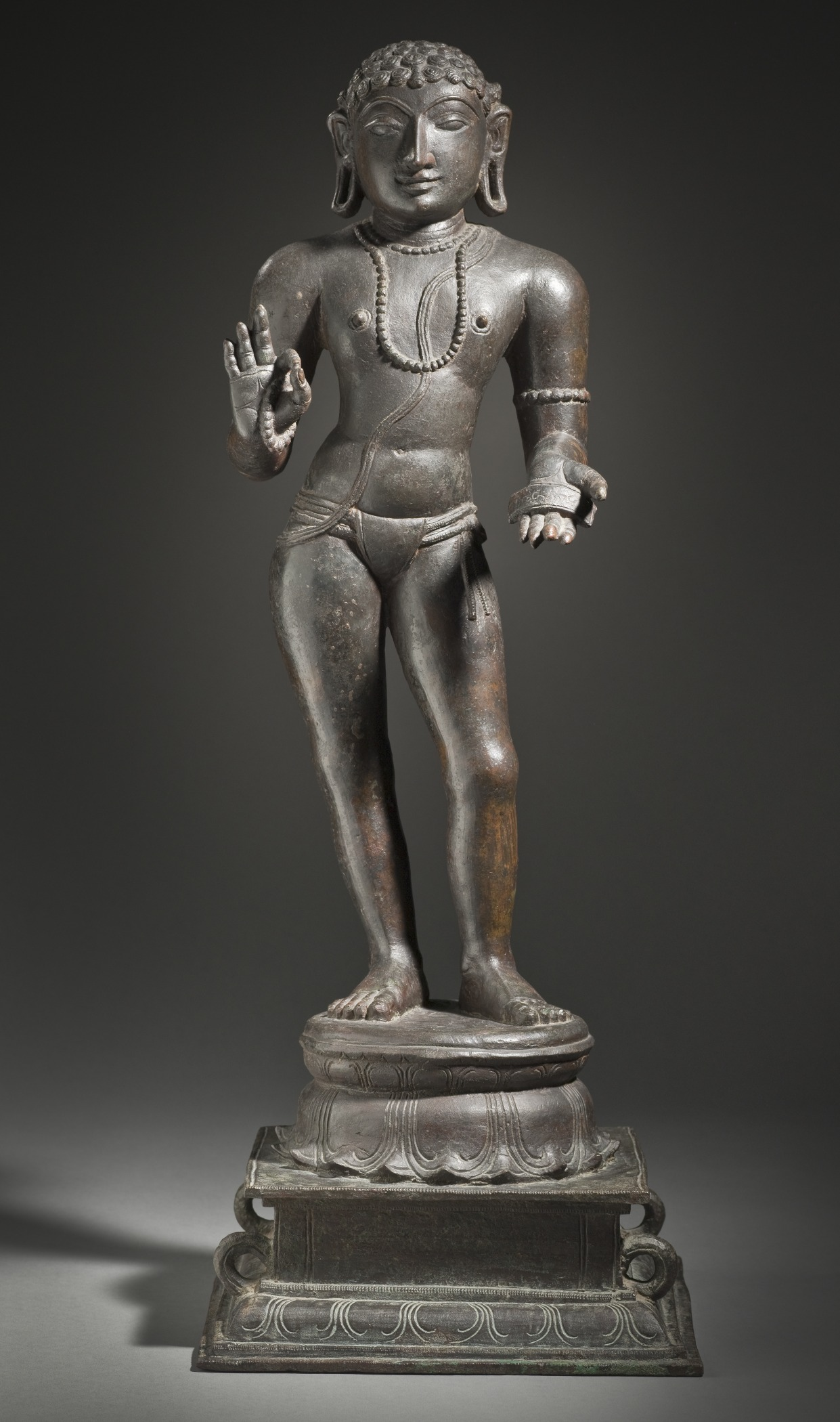
마니카파카카르, 시바파 시인 성인이자 판디아 왕 바라구나 2세의 대신(12세기 초) 로스앤젤레스 카운티 미술관

판디아 왕국은 카둔곤 왕(재위 590년~620년)에 의해 서기 6세기 말에 부활했다. 후대의 구리판 문서인 벨비쿠디 비문에서 카둔곤은 "반브라흐만주의적"인 칼라브라 왕조 왕들의 "파괴자"로 묘사된다. 칼라브라 왕조의 쇠퇴와 함께 판디아는 점차 힘과 영토를 확장해 나갔다. 우라이유르의 촐라 왕조가 암흑기에 접어들면서, 타밀 지역은 칸치의 팔라바 왕조와 마두라이의 판디아로 나뉘게 되었다.
서기 6세기부터 9세기까지 바다미 찰루키아 또는 데칸의 라슈트라쿠타 제국, 칸치의 팔라바 왕조, 마두라이의 판디아가 남인도의 정치를 지배했다. 바다미 찰루키아는 결국 데칸의 라슈트라쿠타 제국에 의해 대체되었다. 판디아는 남인도에서 커져가는 팔라바의 야망에 맞섰고, 때때로 데칸 고원의 왕국들(예: 8세기 후반 탈라카드 강가족)과도 동맹을 맺었다. 9세기 중반에 판디아는 쿰바코남(콜리담강의 탄조르 북동쪽)까지 진출하는 데 성공했다.
마두라이 판디아의 세 번째 왕인 센단(재위 654년~670년)은 자신의 왕국을 체라국(서부 타밀나두주와 중앙 케랄라주)까지 확장한 것으로 알려져 있다. 네 번째 판디아 통치자인 아리케사리 마라바르만(재위 670년~700년)은 칸치의 팔라바에 대항한 전투로 유명하다. 바다미의 유명한 정복자였던 팔라바 왕 나라심하바르만 1세(재위 630년~668년)는 판디아를 물리쳤다고 주장했다. 찰루키아 왕 파라메스바라바르만 1세 "비크라마디티야"(재위 670년~700년)는 카베리 분지에서 팔라바, 강가, 그리고 아마도 판디아와도 전투를 벌인 것으로 알려져 있다.
마지막 찰루키아 왕인 키르티바르만 2세(재위 744/5년~55년)는 판디아와의 전투로 인해 남부 지역을 잃었다. 판디아 왕 마라바르만 라자심하 1세(재위 730년~65년)와 네둔자다이얀/바라구나바르만 1세(재위 765년~815년)는 760년경 강가족을 물리쳤던 팔라바 왕 난디바르만 2세 팔라바말라(재위 731년~96년)를 위협했다. 바라구나바르만 1세는 팔라바국을 침공하여 콩구국(서부 타밀나두주)과 베나두(남부 케랄라주)를 정복했다. 스리마라 스리발라바 왕(재위 815년~62년)은 스리랑카로 항해하여 세나 1세 왕을 정복하고 제압했으며, 그의 수도 아누라다푸라를 약탈했다(판디아의 스리랑카 침공은 봉신국 시대 이후에 일어났다). 그러나 스리마라 스리발라바는 곧 팔라바 왕 니리파퉁가(재위 859년~99년)에게 제압되었다. 스리랑카 왕 세나 2세는 판디아국을 침공하여 마두라이를 약탈하고 곧 바라구나바르만 2세(재위 c. 862년~880년)를 새로운 왕으로 지명했다. 825년의 콜람 시대의 시작은 판디아의 통제로부터 베나두가 해방된 것을 의미하는 것으로 제안된다.
단티바르만(재위 796년~847년)의 통치 기간 동안, 팔라바 영토는 남쪽의 판디아(그리고 라슈트라쿠타와 북쪽의 텔루구 촐라의 침입)에 의해 점차 줄어들었다. 팔라바 왕 난디바르만 3세(재위 846년~69년)는 강가와 떠오르는 촐라의 도움으로 판디아와 텔루구-촐라(심지어 라슈트라쿠타)를 물리칠 수 있었다.
| 판디아 통치자                                      | 재위               | 각주          |
| -------------------------------------------------- | ------------------ | ------------- |
| 카둔곤                                             | c. 590년~620년     | [ 16 ] [ 79 ] |
| 마라바르만 아바니술라마니                          | c. 620년~645년     | [ 79 ]        |
| 첼리얀 센단(센단)                                  | c. 654년~670년     | [ 16 ] [ 79 ] |
| 아리케사리 마라바르만(파랑쿠산)                    | c. 670년~700년     | [ 16 ] [ 79 ] |
| 코차다이얀 라나디라                                | c. 700년~730년     | [ 79 ]        |
| 마라바르만 라자심하 1세                            | c. 730년~765년     | [ 16 ] [ 79 ] |
| 자틸라 파란타카 네둔자다이얀 (바라구나-바르만 1세) | c. 765년~815년     | [ 16 ] [ 79 ] |
| 마라바르만 스리마라 스리발라바                     | c. 815년~862년     | [ 16 ]        |
| 바라구나바르만 2세                                 | c. 862년~880년     | [ 79 ]        |
| 파란타카 비라나라야나                              | c. 880년~900/905년 | [ 79 ]        |
| 마라바르만 라자심하 2세                            | c. 900년~920년     | [ 79 ]        |

#### 촐라의 영향권 (10세기~13세기)

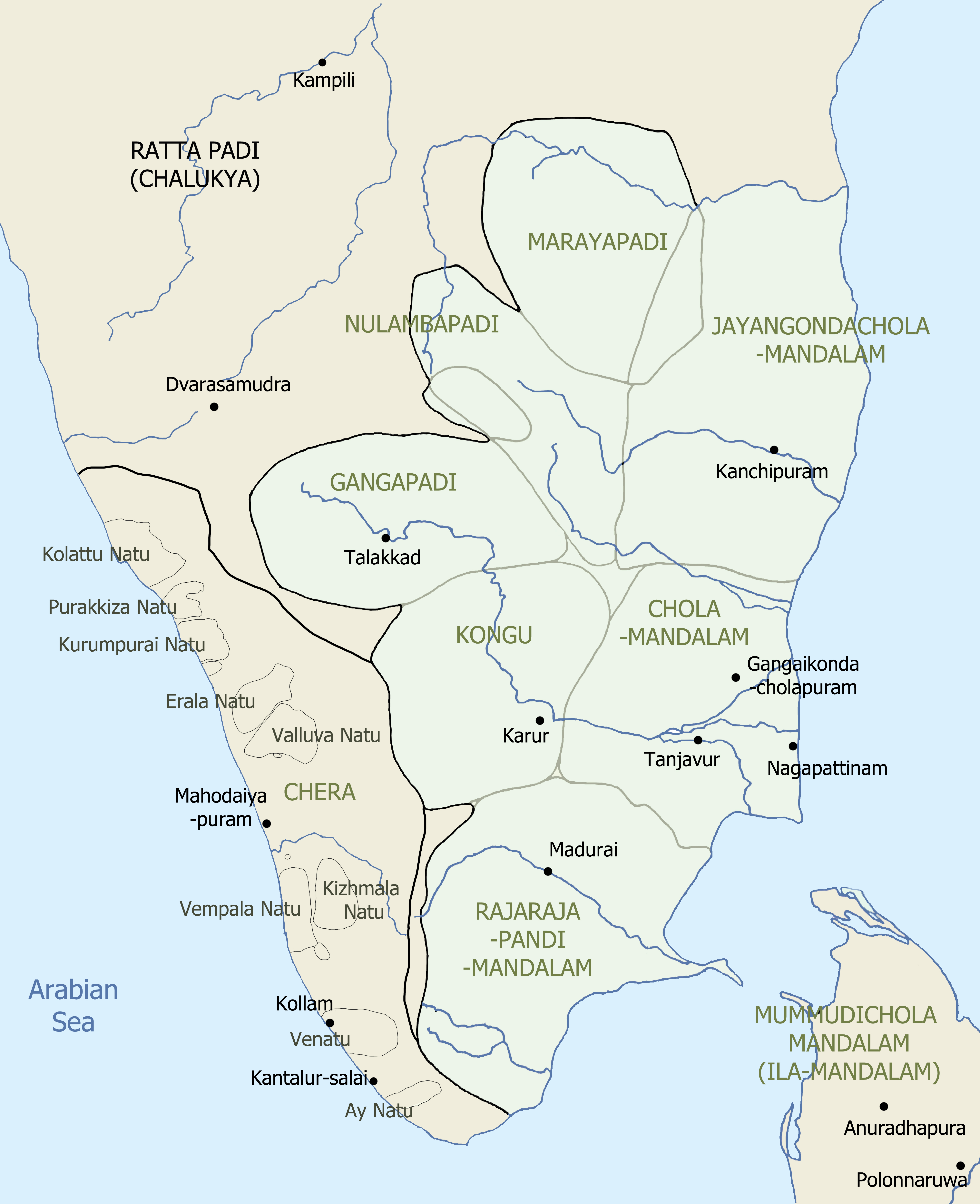
촐라 제국 내의 판디아국 (12세기)

판디아와 라슈트라쿠타 제국이 팔라바와 싸우고 강가 및 스리랑카가 가세하는 동안, 카베리강 삼각주에서 촐라가 부상하여 탄자부르의 부족장들을 장악했다. (무타라이야르 부족장은 팔라바에서 판디아로 충성심을 옮겼다.) 촐라 왕조의 비자얄라야는 850년경 무타라이야르 부족장을 물리치고 탄자부르를 정복했다. 이 움직임으로 인해 카베리강 북부의 판디아 통제권은 크게 약화되었다(그리고 팔라바 통치자 니리파퉁가의 입지를 강화했다). 판디아 통치자 바라구나바르만 2세(재위 c. 862년~880년)는 촐라국으로 진군하여 팔라바 왕자 아파라지타, 촐라 왕 아디티야 1세, 강가 왕 프리티비파티 1세의 강력한 연합군에 맞섰다. 판디아 왕은 쿰바코남 근처에서 벌어진 전투에서 참패했다(880년경).
897년경 촐라 제국의 왕 아디티야 1세는 옛 팔라바, 강가, 콩구 지방의 지배자가 되었다. 아디티야 1세가 판디아 왕 파란타카 비라나라야나(재위 880년~900년)로부터 콩구 지방을 정복했을 가능성이 있다. 아디티야의 후계자인 파란타카 1세는 910년에 판디아 영토를 침공하여 왕 마라바르만 라자심하 2세로부터 마두라이를 점령했다(그리하여 "마두라이 콘다"라는 칭호를 얻었다). 라자심하 2세는 스리랑카 왕 캇사파 5세의 도움을 받았지만, 벨루르 전투에서 파란타카 1세에게 패배하고 스리랑카로 도주했다. 라자심하는 그 후 자신의 어머니의 고향인 체라국에서 피난처를 찾아 왕실 문장까지 스리랑카에 남겨두었다.
촐라군은 949년 타콜람 전투에서 라슈트라쿠타 제국이 이끄는 연합군에게 패배했다. 950년대 중반까지 촐라 왕국은 작은 공국으로 축소되었다(남부의 봉신들은 독립을 선언했다). 판디아 통치자 비라 판디아가 촐라 왕 간다라디티야를 물리치고 독립을 선언했을 가능성이 있다. 촐라 통치자 순다라 파란타카 2세(재위 957년~73년)는 두 번의 전투에서 비라 판디아 1세를 물리치고(그리고 촐라 왕자 아디티야 2세가 두 번째 기회에 비라 판디아를 죽였다) 대응했다. 판디아는 마힌다 4세 왕의 스리랑카군의 지원을 받았다.
촐라 제국 황제 라자라자 1세(재위 985년~1014년)는 판디아를 공격한 것으로 알려져 있다. 그는 판디아, 체라, 스리랑카 왕들의 연합군과 싸워 체라를 물리치고 판디아의 옛 수도 마두라이를 "빼앗았다". 황제 라젠드라 1세는 판디아 왕국을 계속 점령했으며, 심지어 "촐라 판디아"라는 칭호를 가진 일련의 촐라 총독들을 임명하여 마두라이에서 통치하도록 했다(판디아와 서부 체라/케랄라 지역에 걸쳐). 촐라 황제 쿨로퉁가 1세의 통치(1070년부터 재위)의 시작은 스리랑카 상실과 판디아국에서의 반란으로 특징지어진다.
12세기 후반에는 판디아국에서 (왕자 파라크라마 판디아와 쿨라세카라 판디아 사이의) 큰 내부 위기가 발생했다. 파라크라마바후 1세 치하의 스리랑카, 쿨라세카라 치하의 베나두 체라/케랄라, 그리고 라자디라자 2세와 쿨로퉁가 3세 치하의 촐라와 같은 이웃 왕국들은 이 두 왕자 중 한쪽 또는 그들의 친족을 지지하며 개입했다.
판디아 왕들(10세기~11세기 전반):
- 순다라 판디아 1세
- 비라 판디아 1세(비라판디안)
- 비라 판디아 2세
- 아마라부장가 티브라코파
- 스리발라바 마나쿨라찰라 (1101년~1124년)
- 마라바르만 스리발라바 (1132년~1161년)
- 파라크라마 1세 (1161년~1162년)
- 쿨라세카라 3세
- 비라 판디아 3세
- 자타바르만 스리발라바 (1175년~1180년)
- 자타바르만 쿨라세카라 1세 (1190년~1216년)[86]

### 판디아 제국 (13세기~14세기)
판디아 제국은 넓은 영토를 포함했으며, 때로는 남인도와 스리랑카의 상당 부분을 포함했다. 제국의 통치는 여러 왕족들 사이에서 공유되었으며, 그 중 한 명은 다른 왕족들보다 우위를 누렸다. 그리하여 마두라이의 판디아 왕은 방계 왕족들을 통해 이 광대한 지역을 통치했다.

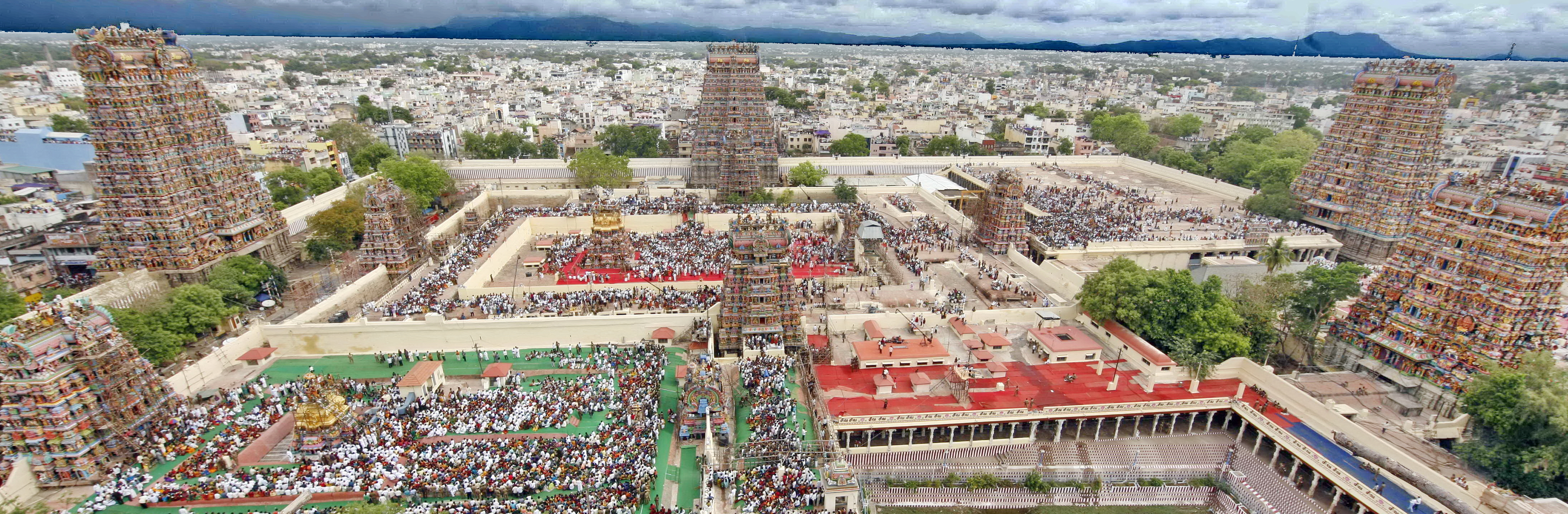
미나크시 암만 사원에서 바라본 마두라이 시의 전경

| 판디아 통치자                    | 재위          |
| -------------------------------- | ------------- |
| 마라바르만 순다라 판디아 1세     | 1216년~1238년 |
| 사다야바르만 쿨라세카란 2세      | 1238년~1240년 |
| 마라바르만 순다라 판디아 2세     | 1238년~1251년 |
| 자타바르만 순다라 판디아 1세     | 1251년~1268년 |
| 마라바르만 쿨라세카라 판디아 1세 | 1268년~1310년 |
| 순다라 판디아 4세                | 1309년~1327년 |
| 비라 판디아 4세                  | 1309년~1345년 |

#### 마라바르만 순다라 1세
남인도에서 판디아의 우위는 13세기 초 마라바르만 순다라 판디아 1세에 의해 확립되었다. 그는 1216년에 형인 자타바르만 쿨라세카라의 뒤를 이었다. 그는 촐라국을 침공하여 우라이유르와 탄자부르를 약탈하고 촐라 왕 쿨로퉁가 촐라 3세를 추방했다. 그 후 촐라 왕은 마라바르만 순다라 1세에게 공식적으로 복종하고 그의 종주권을 인정했다. 다음 촐라 왕 라자라자 촐라 3세(1216년~1246년)가 호이살라 제국의 왕 나라심하 2세(재위 1220년~1238년)의 도움을 받아 자치(판디아의 촐라국 침공을 막기 위해)를 시도했으나, 카베리 계곡 마헨드라망갈람에서 판디아와 호이살라군 사이의 전투가 벌어졌다. 마라바르만 순다라 1세는 패배했고 라자라자 3세는 촐라국에서 복위되었다. 얼마 후 촐라 왕자 라젠드라 촐라 3세는 판디아를 공격하여 마라바르만 순다라 판디아 2세를 포함한 두 명의 판디아 왕족을 물리쳤다. 호이살라 왕 소메스바라(재위 1233년~1267년)는 판디아를 돕기 위해 와서 라젠드라 3세를 물리친 후 촐라와 평화 협정을 맺었다.

#### 자타바르만 순다라 1세

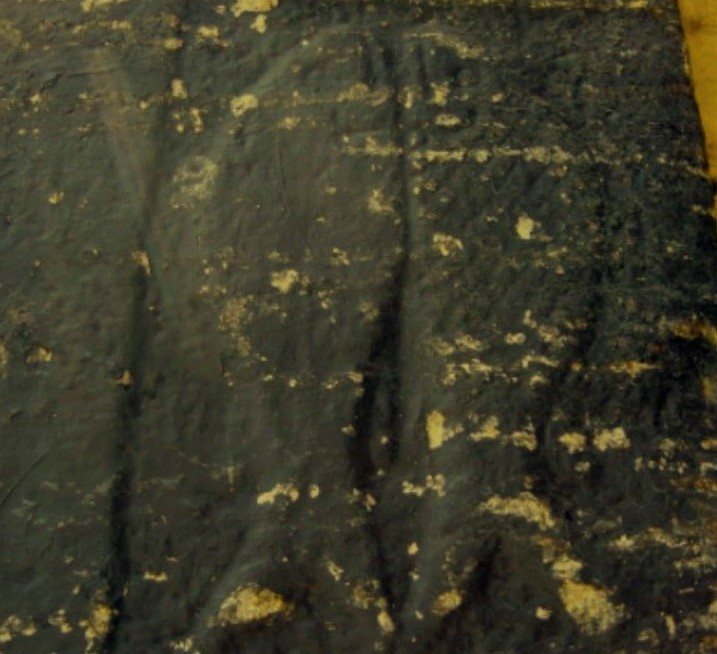
자타바르만 비라 판디안 2세의 코네스와람 사원의 물고기 문장 (동부 주)

자타바르만 순다라 판디아 1세는 1251년에 판디아 왕위에 올랐다. 그는 촐라국(심지어 넬로르까지)과 스리랑카, 남부 케랄라주로 군대를 이끌었다. 그는 또한 호이살라의 통제를 마이소르 고원에 한정시키는 데 성공했다(옛 촐라국은 이제 판디아에게 점령당했다). 칸치는 왕국의 두 번째 주요 도시 역할을 했다. 그의 정복에서 자타바르만 순다라 1세는 자타바르만 비라 판디아와 같은 여러 판디아 왕족들을 도왔다.
자타바르만 순다라 1세는 1258년에서 1260년경 라젠드라 2세를 진압하고 그에게 조공을 바치도록 강요했다. 촐라의 통치는 1279년경 라젠드라 3세와 함께 끝났다. 판디아는 카베리에서 호이살라를 공격하여 칸나누르 코팜 요새를 점령했다. 호이살라 왕 소메스바라는 마이소르 고원으로 후퇴할 수밖에 없었다. 북쪽과 남쪽의 적들에게 압박을 받은 호이살라 왕은 결국 왕국의 남쪽 절반을 그의 어린 아들 라마나타(재위 1254년~1292년)에게 "양도"했다. 소메스바라는 결국 1262년에 판디아에게 살해되었다. 라마나타는 칸나누르를 되찾고 판디아의 세력에 맞서는 데 성공했다. 자타바르만 순다라 1세는 또한 카다바 통치자 코페룬칭가 2세와도 충돌했다. 바나(마가다이)와 콩구 지방은 호이살라와 카다바에 대항한 전쟁 중 판디아의 지배를 받게 된 것으로 보인다. 자타바르만 순다라 1세는 또한 카카티야 왕조 통치자 가나파티(1199년~1262년)와도 싸웠다. 스리랑카는 1258년에 자타바르만 순다라 1세의 침공을 받았으며, 그의 지시를 받은 그의 동생 자타바르만 비라 판디안 2세에 의해 1262년에서 1264년 사이에도 침공을 받았다. 이 섬은 1270년 자타바르만 비라 2세에 의해 다시 침공당하고 패배했다.

#### 마라바르만 쿨라세카라 1세
순다라 판디아 1세(1268년 사망)의 뒤를 이어 마라바르만 쿨라세카라 판디아 1세가 즉위했다. 1279년경 호이살라 왕 라마나타와 라젠드라 촐라 3세의 연합군은 마라바르만 쿨라세카라 1세에게 패배했다. 이제 사실상 무적의 마라바르만 쿨라세카라 1세는 촐라국과 호이살라 왕국의 남부 타밀어권 지역을 통치했다. 그는 또한 부바나이카바후 1세가 통치하던 스리랑카를 침공하여 "존경받는 부처의 치아 유물"과 섬의 부를 가져왔다. 스리랑카는 1308년~1309년경까지 판디아의 통제하에 있었다.

#### 판디아의 쇠퇴
마라바르만 쿨라세카라 판디아 1세(1310년) 사망 후, 그의 아들들인 비라 판디아 4세와 순다라 판디아 4세는 제국의 통제권을 놓고 계승 전쟁을 벌였다. 마라바르만 쿨라세카라는 비라 판디아가 자신의 뒤를 잇기를 원했던 것으로 보인다(비라 판디아는 짧은 기간 후 순다라 판디아에게 패배했다). 불행히도 판디아 내전은 할지 왕조의 남인도 침공과 동시에 일어났다. 이러한 정치적 상황을 틈타 이웃한 호이살라 제국의 왕 비라 발랄라 3세는 판디아 영토를 침공했다. 그러나 발랄라는 알라우딘 할지의 장군 말리크 카푸르가 동시에 그의 왕국을 침공하자 자신의 수도로 후퇴할 수밖에 없었다. 발랄라 3세를 진압한 후, 할지군은 1311년 3월 판디아 영토로 진군했다. 판디아 형제들은 본부를 버리고 도망쳤고, 할지군은 그들을 추격했지만 실패했다. 1311년 4월 말, 할지군은 판디아 왕자들을 추격하려는 계획을 포기하고 약탈품과 함께 델리로 돌아왔다. 1312년에는 판디아의 남부 케랄라주에 대한 통제권도 상실되었다.
할지족이 떠난 후, 비라 판디아와 순다라 판디아는 갈등을 재개했다. 순다라 판디아는 패배했고 할지족에게 도움을 요청했다. 그들의 도움으로 그는 1314년까지 남 아르콧 지역의 통제권을 되찾았다. 이후, 1314년 쿠스로 칸이 이끄는 술탄국의 두 번의 원정과 1323년 투글루크의 자우나 칸이 이끄는 술탄국의 원정이 있었다.
가족 싸움과 술탄국의 침공은 판디아 제국을 되살릴 수 없을 정도로 산산조각 냈다. 그리고 발굴된 주화들은 판디아가 옛 남 아르콧 지역만을 남겼다는 것을 암시한다. 1323년, 자프나 왕국은 무너져가는 판디아의 영향력에서 독립을 선언했다.

### 텐카시 판디아 (14세기~16세기)
사다바르만 파라크라마 판디아와 그의 후계자들은 텐카시를 수도로 삼아 통치했다. 14세기부터 술탄국, 비자야나가라 제국 및 마두라이 나야크 왕조의 침공으로 판디아는 전통적인 수도인 마두라이를 잃고 텐카시와 티루넬벨리와 같은 도시로 이동했다. 텐카시는 판디아의 마지막 수도였다. 사다바르만 파라크라마 판디아와 그의 후대 왕들은 모두 텐카시의 카시 비슈와나트하르 사원에 있는 아디남 무트에서 즉위했다. 같은 시기에 일부 판디아 왕들은 티루넬벨리를 수도로 삼아 통치했다. 카야타루, 바다쿠발리유르, 우키란코타이는 그들의 주요 도시 중 일부이다. 그들에 대한 비문은 텐카시의 카시 비슈와나트하르 사원, 브라흐마데삼, 티루넬벨리, 체란마데비, 암바사무드람, 칼라카드, 푸두코타이에서 발견된다. 판디아 역사에서 알려진 마지막 판디아 왕은 콜라콘단으로, 그 또한 텐카시 판디아 중 한 명이었다.
14세기 이후 비자야나가라 제국과 마두라이 나야크 왕조가 마두라이를 통치했지만, 판디아는 간헐적으로 저항했다. 때로는 그들이 마두라이를 통치하기도 했다. 그 중에는 사다바르만 비크라마 판디아(서기 1401년~1422년)와 그의 아들 아리케사리 파라크라마 판디아가 두드러진다. 그들은 마두라이 주변에 32개의 요새를 건설했다. 나중에 비슈와나트하 나야카르가 마두라이 만달라수바란이 되었을 때, 그는 마두라이에서 판디아의 재기 가능성을 우려했다. 그는 마두라이를 72개 구역으로 나누었고, 그 중 판디아에 가장 가까운 16개 구역을 포함시켰다. 그는 그들에게 직위를 부여하고 판디아와 분리시켰다. 이로 인해 판디아는 영원히 마두라이를 잃게 되었다.
| 왕                              | 재위 기간     |
| ------------------------------- | ------------- |
| 사다바르만 파라크라마 판디아    | 1422년~1463년 |
| 쿨라세카라 판디안 3세           | 1429년~1473년 |
| 악샤란 페루말 파라크라마 판디아 | 1473년~1506년 |
| 쿨라세카라 판디아               | 1479년~1499년 |
| 사다베르만 세왈라파 판디아      | 1534년~1543년 |
| 파라크라마 쿨라세카란           | 1543년~1552년 |
| 넬벨리 마란                     | 1552년~1564년 |
| 사다바르만 아디비라마 판디아    | 1564년~1604년 |
| 바라투랑가 판디아               | 1588년~1612년 |
| 바라구나라마 판디아             | 1613년~1618년 |
| 콜란콘단                        | (정보 없음)   |

#### 유산
이전 술탄국의 약탈에 만족했던 것과 달리, 투글루크 왕조는 울루그 칸(훗날 무함마드 빈 투글루크)의 지휘 아래 옛 판디아 영토를 술탄국의 마바르 주로 합병했다. 남인도의 대부분은 술탄국의 통치하에 들어갔고, 데바기리, 틸링, 캄필리, 도라사무드라, 마바르의 다섯 주로 나뉘었다. 잘랄 웃딘 하산 칸은 새로 만들어진 최남단 마바르 주의 총독으로 임명되었다. 1334년경, 잘랄 웃딘 하산 칸은 독립을 선언하고 마두라이 술탄국을 세웠다. 판디아는 수도를 텐카시로 옮기고 16세기 말까지 텐카시 판디아로서 작은 지역을 통치했다.
비자야나가라 제국의 부카 라야 1세는 1370년경 마두라이 시를 정복하고 술탄을 투옥했으며, 아르콧의 왕자 삼부바 라야를 풀어주고 왕좌를 회복시켰다. 부카 라야 1세는 그의 아들 비라 쿠마라 캄파나를 타밀 지역의 총독으로 임명했다. 한편, 마두라이 술탄국은 1378년 비자야나가라의 나야크 총독들에 의해 대체되었다. 1529년에 나야크 총독들은 독립을 선언하고 마두라이 나야크 왕조를 세웠다.

## 경제

### 초기 역사

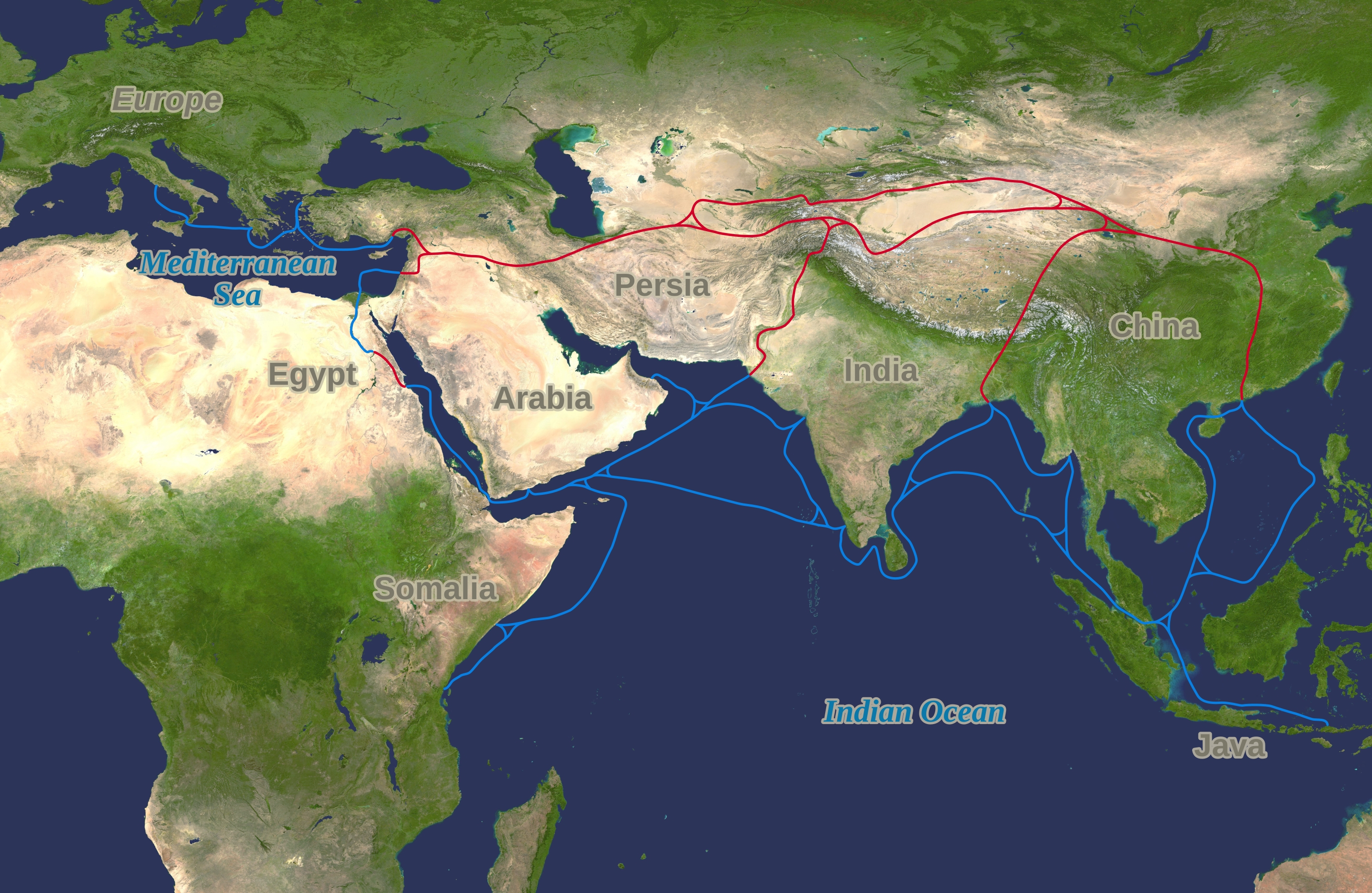
고대 비단길 교역로

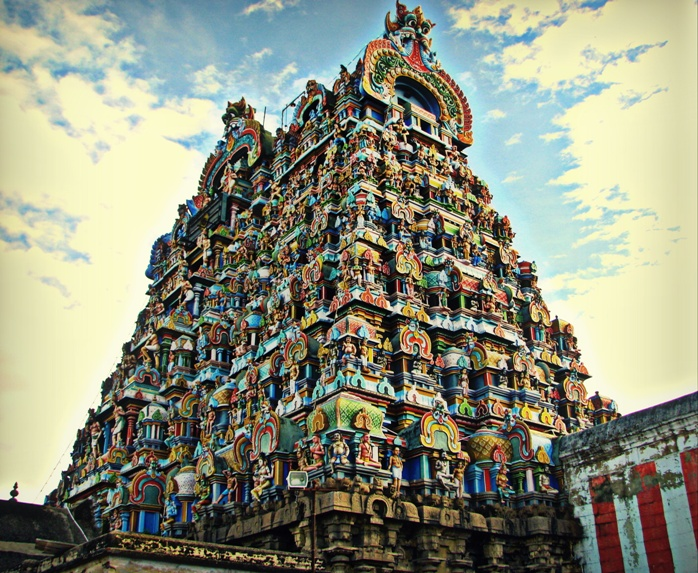
넬리아파르 사원의 고푸람

남아시아의 극남서단에 위치한 판디아국은 인도 역사 전반에 걸쳐 중요한 교차점 역할을 했다. 이 위치는 동남아시아와 중동 사이의 해상 운송을 연결하는 핵심 지점으로서 경제적, 지정학적으로 중요했다. 고전 고대 시대의 그리스-로마 상인들은 고대 타밀국, 오늘날의 남인도와 스리랑카를 자주 왕래하며 판디아, 촐라, 체라 부족장들과 접촉했다. 서양 선원들은 또한 고대 타밀 지역의 항구에 여러 무역 정착지를 세웠다. 그리스-로마 세계와의 남아시아 무역은 프톨레마이오스 왕조 시대인 공통 기원 시작 몇십 년 전부터 번성했으며 서로마 제국 멸망 이후에도 오랫동안 지속되었다. 남인도와 중동 간의 교류는 서기 7세기에 비잔티움 제국이 이집트와 홍해 항구를 잃은 이후에도 계속되었다.
초기 역사 시대 판디아국은 진주 공급으로 유명했다. 오늘날 투투쿠디구에 있는 고대 항구 코르카이는 진주 무역의 중심지였다. 고전 고대 시대의 그리스-로마 및 이집트 항해자들의 기록은 만나르만 근해의 진주 어업에 대한 세부 정보를 제공한다. 그리스 역사가 메가스테네스는 진주 어업에 대해 보고하며, 판디아가 진주 무역으로 막대한 부를 얻었음을 시사했다. 에리트리아해 페리플루스에 따르면 죄수들은 코르카이에서 진주 다이버로 사용되었다. 페리플루스는 심지어 "인도산보다 질이 낮은 진주는 아폴로가스와 오마나 시장에서 대량으로 수출된다"고 언급한다. 판디아국의 진주는 북인도 왕국에서도 수요가 많았다. 진주 어업에 대한 문학적 언급은 어부들이 바다에 뛰어들어 상어의 공격을 피하고, 오른쪽으로 휘어진 소라를 가져와 소리나는 껍데기를 부는 방법을 묘사한다.

### 판디아 동전

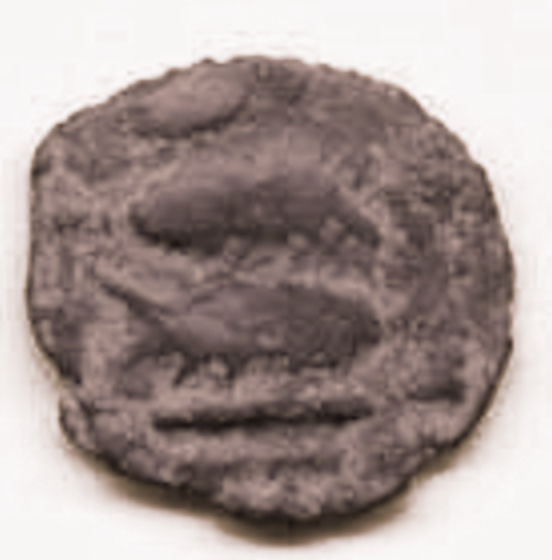
두 마리 물고기 문양이 새겨진 판디아 초기 동전 중 하나

타밀라캄의 초기 동전에는 세 명의 통치자, 호랑이, 물고기, 활의 상징이 새겨져 있었는데, 이는 각각 촐라, 판디아, 체라의 상징을 나타낸다. 판디아의 동전에는 다른 시기의 판디아 통치자들의 전설이 새겨져 있다. 판디아는 초기 시대에 은 펀치마크 주화와 주조된 구리 주화를 발행했다. 이 시기 판디아 통치자들에게 귀속되는 몇몇 금화가 발견되었다. 이 동전들에는 그들의 상징인 물고기 이미지가 하나 또는 쌍으로 새겨져 있었다.
일부 동전에는 순다라, 순다라 판디아 또는 단순히 'Su'라는 글자가 새겨져 있었다. 다른 동전에는 '비라-판디아'라는 전설과 함께 멧돼지가 새겨져 있었다. 이 동전들은 판디아와 촐라족의 봉신들이 발행했지만, 특정 왕에게 귀속될 수는 없다고 알려져 있다. 판디아의 동전은 사각형이었다. 이 동전들에는 한쪽 면에 코끼리가 새겨져 있었고 다른 쪽 면은 아무 장식도 없이 비어 있었다. 판디아 시대의 은화와 금화의 비문은 타밀-브라흐미 문자였고, 구리 동전에는 타밀어 전설이 새겨져 있었다. 물고기 상징이 새겨진 판디아의 동전은 '코단다라만'과 '칸치 발랑굼 페루말'이라고 불렸다. 이 외에도, '엘람탈라이야남'은 한쪽 면에는 서 있는 왕이 있고 다른 한쪽에 물고기가 있는 동전을 뜻하며, '사마라콜라할람'과 '부바네카비람'은 가루다가 있는 동전, '코네니라얀'은 황소가 있는 동전, '칼리유가라만'은 발 한 쌍을 그린 동전을 뜻한다.

## 종교

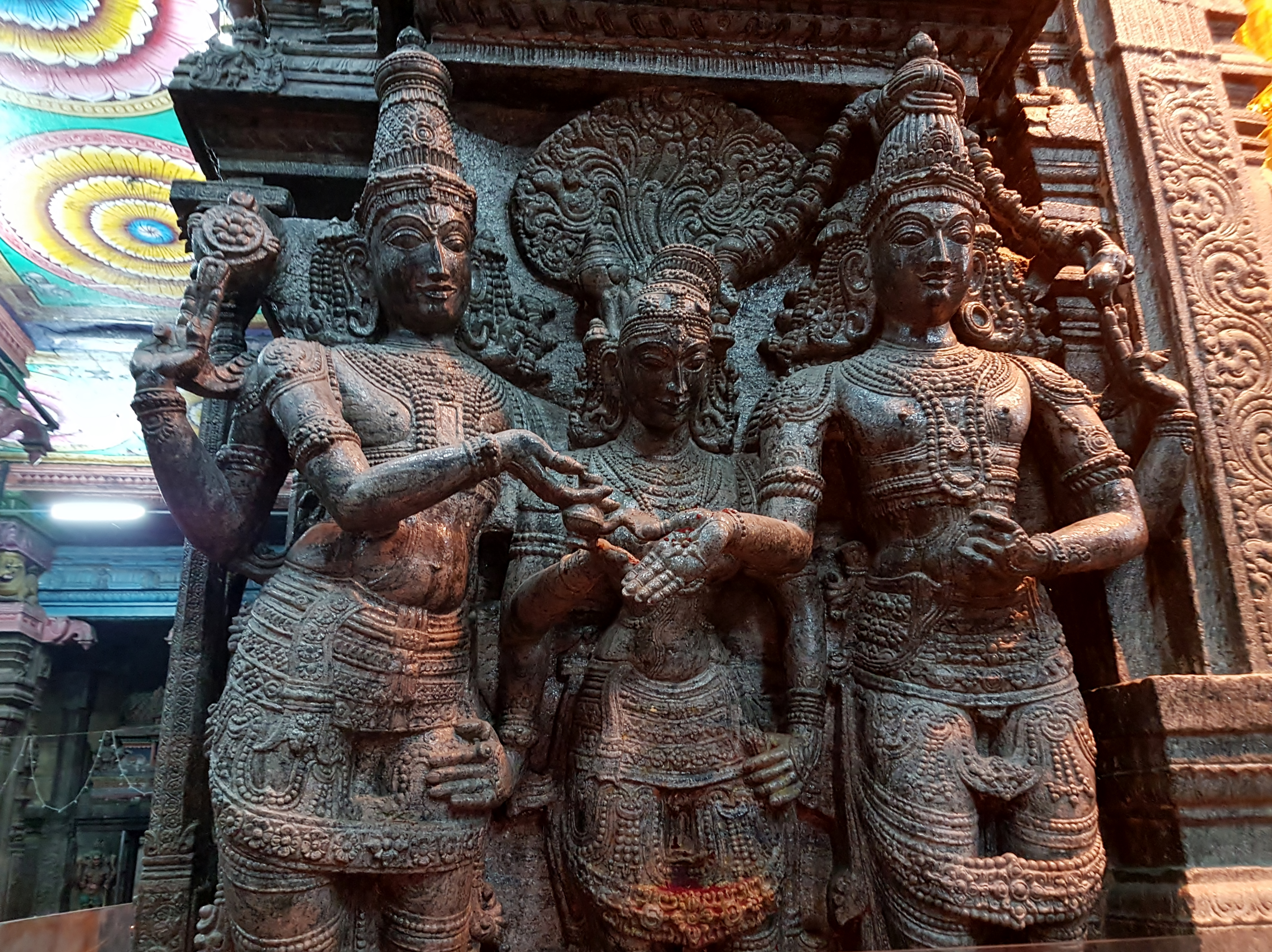
비슈누 신, 미나크시 여신, 시바 신(미나크시 암만 사원, 마두라이)

판디아 시대(서기 13세기경)는 여러 엘리트 형태의 힌두교, 대중적인 바크티 종교, 그리고 훨씬 더 널리 퍼진 지역 형태의 힌두교로 특징지어진다. 이 세 가지의 구분은 명확하게 구분되지 않았다. 비슈누와 시바 신에 대한 숭배는 일반적으로 엘리트 계층의 지지를 받았으며, 시바 신은 일반적으로 나중에 엘리트 계층의 지지를 받았다. 바크티 운동은 신과 신자 사이의 상호 강렬한 정서적 애착을 강조했다.
판디아국에는 마두라이의 미나크시 암만 사원을 비롯한 여러 유명한 사원이 있었다. 판디아국의 가장 큰 고용주이자 지주였던 사원은 타밀 경제와 사회에서 중요한 역할을 담당했다. 일반적으로 사원은 은행, 학교, 진료소, 빈민촌의 역할도 포함하여 중요한 사회적 기능을 수행했다. 벽으로 둘러싸인 판디아국의 대규모 사원 단지에는 여러 행정 사무소와 시장도 있었다.
초기 판디아 통치자들은 자이나교를 믿었다가 어느 시점에서 힌두교로 개종한 것으로 알려져 있다. 그들은 힌두교의 비슈누파와 시바파 모두에서 바크티 운동을 지지했다.

## 건축

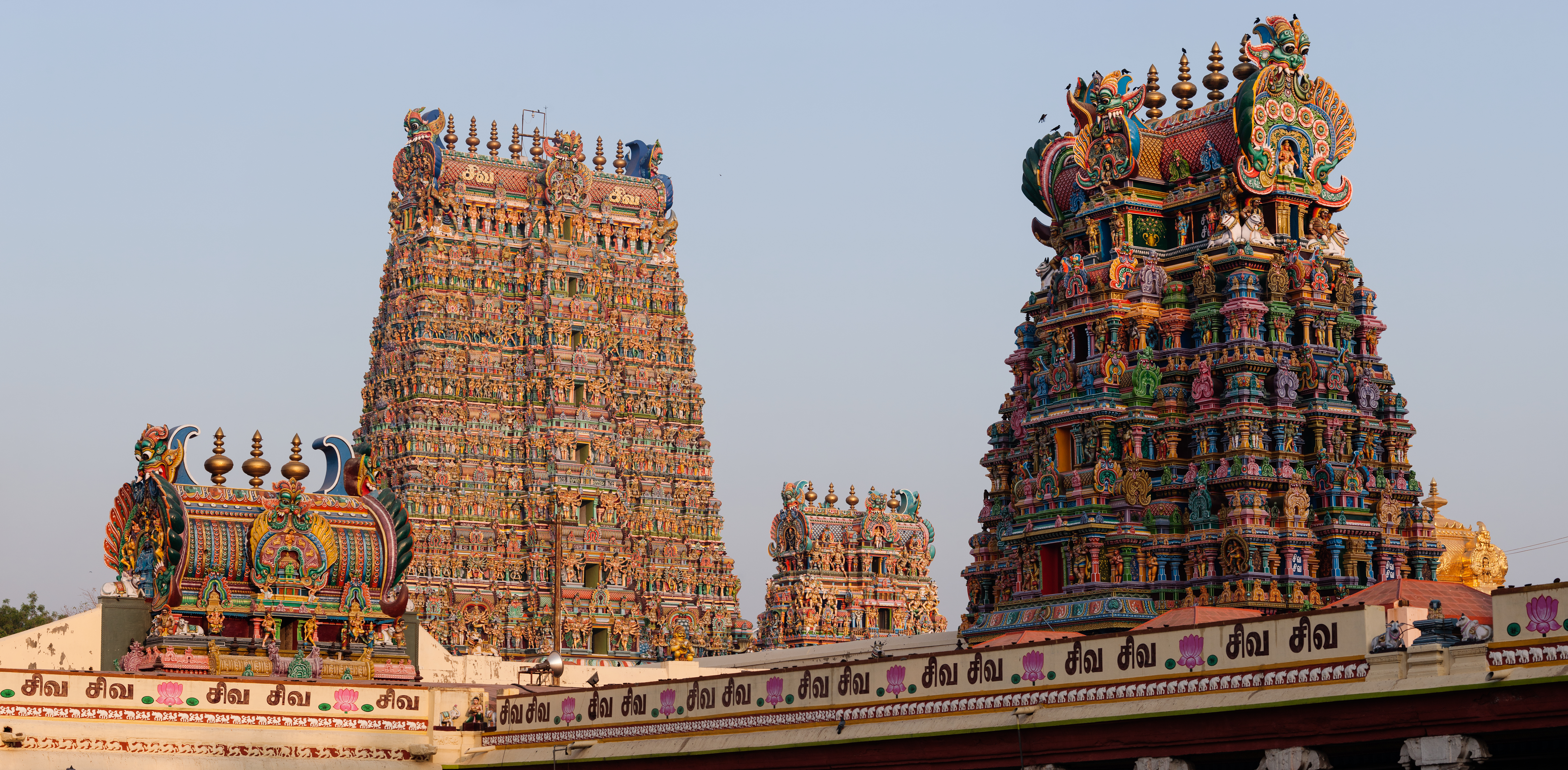
미나크시 암만 사원, 마두라이

타밀나두의 초기 사원 건축 양식은 암벽 조각 동굴 사원부터 시작된다.
타밀 지방은 중세 사원 건축의 '남인도' 또는 '드라비다' 양식의 본고장이다.
- 전형적인 사원은 홀과 정사각형 성소(가바그르하)로 구성된다.
- 기초 블록 또는 소클은 아디스타나로 알려져 있다.
- 성소의 벽은 일반적으로 필라스터로 나뉜다.
- 상부 구조: '쿠티나' 양식(피라미드 형태로 계단식 층이 있으며 장식적인 띠/난간 또는 하드라스가 있다)
- 난간은 벽 요소(하란타라)로 연결된 소형 신사(쿠타 및 살라라고 함)로 구성된다.
- 맨 위에는 고체 돔 또는 쿠폴라(항아리와 피니알로 장식됨)를 지지하는 목 부분인 시카라가 있다.
- 고푸람: 거대한 입구 건물[139]

드라비다 건축에 대한 판디아의 주요 기여는 팔라바 왕조(7세기~9세기)와 촐라 왕조(9세기~12세기) 시대 이후에 나타난다.
- 고푸람은 매우 크고 정교하게 장식되어 있다(배럴 볼트로 덮여 있다).[137]
- 연속적으로 건설된 벽과 고푸람.[137]

판디아 건축의 최고 걸작:
잠부케슈와라르 사원, 티루치라팔리
- 칼랄라가르 사원, 알라가르 코일[137]
- 미나크시 암만 사원, 마두라이[137]
- 치담바람 나타라자 사원[137]

## 대중문화에서
판디아는 타밀 영화 《아야이라틸 오루반》(2010년), 《폰니인 셀반: 1부》(2022년), 《폰니인 셀반: 2부》(2023년) 및 《야티사이》(2023년)의 조연 주제이다.

## 같이 보기
- 타밀라캄
- 고대 타밀국의 경제
- 케랄라주의 역사
- 타밀나두주의 역사
- 인도 해양사
- 로마-인도 관계
- 로마-인도 무역 관계
- 고대 타밀국의 산업
- 카룬갈라쿠디
- 타밀 군주 목록
- 판디아 내전 (1169년~1177년)
- 탐무즈

## 참고 문헌
- Balambal, V. (1998). 《Studies in the History of the Sangam Age》. Kalinga Publications. ISBN 978-81-85163-87-1.
- Carswell, John. 1991. "The Port of Mantai, Sri Lanka." RAI, pp. 197–203.
- Curtin, Philip D. (1984). 《Cross-Cultural Trade in World History》. Cambridge University Press. ISBN 978-0-521-26931-5.
- Hill, John E. 2004. The Peoples of the West from the Weilüe 魏略 by Yu Huan 魚豢: A Third Century Chinese Account Composed between 239 and 265 CE. Draft annotated English translation.
- Holl, Augustin (2003). 《Ethnoarchaeology of Shuwa-Arab Settlements》. Lexington Books. ISBN 978-0-7391-0407-1.
- Husaini, A.Q. (1972). 《History of The Pandya Country》.
- Keay, John (2000) [2001]. 《India: A history》. India: Grove Press. ISBN 0-8021-3797-0.
- Kulke, Hermann; Dietmar Rothermund (2004). 《A History of India》 4판.
- Lindsay, W S (2006). 《History of Merchant Shipping and Ancient Commerce》. Adamant Media Corporation. ISBN 0-543-94253-8.
- Nagasamy, R (1981). 《Tamil Coins – A study》. Institute of Epigraphy, Tamil Nadu State Dept. of Archaeology.
- Purushottam, Vi. Pi. (1989). 《Cankakala Mannar Kalanilai Varalaru》.
- Ray, Himanshu Prabha, ed. 1996. Tradition and Archaeology: Early Maritime Contacts in the Indian Ocean. Proceedings of the International Seminar Techno-Archaeological Perspectives of Seafaring in the Indian Ocean 4th cent. BC – 15th cent. AD New Delhi, 28 February – 4 March 1994. New Delhi, and Jean-François SALLES, Lyon. First published 1996. Reprinted 1998. Manohar Publishers & Distributors, New Delhi.
- Reddy, P. Krishna Mohan. 2001. "Maritime Trade of Early South India: New Archaeological Evidences from Motupalli, Andhra Pradesh." East and West Vol. 51 – Nos. 1–2 (June 2001), pp. 143–156.
- Tripathi, Rama Sankar (1967). 《History of Ancient India》. India: Motilal Banarsidass Publications. ISBN 81-208-0018-4.
- Sastri, K. A. Nilakanta (1929). 《The Pandyan Kingdom: From the Earliest Times to the Sixteenth Century》.
- N. Subrahmanian (1962). 《History of Tamilnad (To A. D. 1336)》. Madurai: Koodal. OCLC 43502446. 2016년 11월 23일에 원본 문서에서 보존된 문서.
- Venkata Subramanian, T. K. (1988). 《Environment and Urbanisation in Early Tamilakam》. Tamil University. 55쪽. ISBN 978-81-7090-110-5. Issue 92 of Tamil_p Palkalaik Kal_aka ve?iyi?u
- Banarsi Prasad Saksena (1992). 〈The Khaljis: Alauddin Khalji〉.   Mohammad Habib and Khaliq Ahmad Nizami. 《A Comprehensive History of India: The Delhi Sultanate (A.D. 1206–1526)》 5 Seco판. The Indian History Congress / People's Publishing House. OCLC 31870180.
- K.K.R. Nair (1987). 《Venad: Its Early History》. 《Journal of Kerala Studies》 14 (University of Kerala). 1–34쪽. ISSN 0377-0443.
- Kishori Saran Lal (1950). 《History of the Khaljis (1290–1320)》. Allahabad: The Indian Press. OCLC 685167335.
- Noboru Karashima, 편집. (2014). 《A Concise History of South India: Issues and Interpretations》. Oxford University Press. ISBN 978-0-19-809977-2.

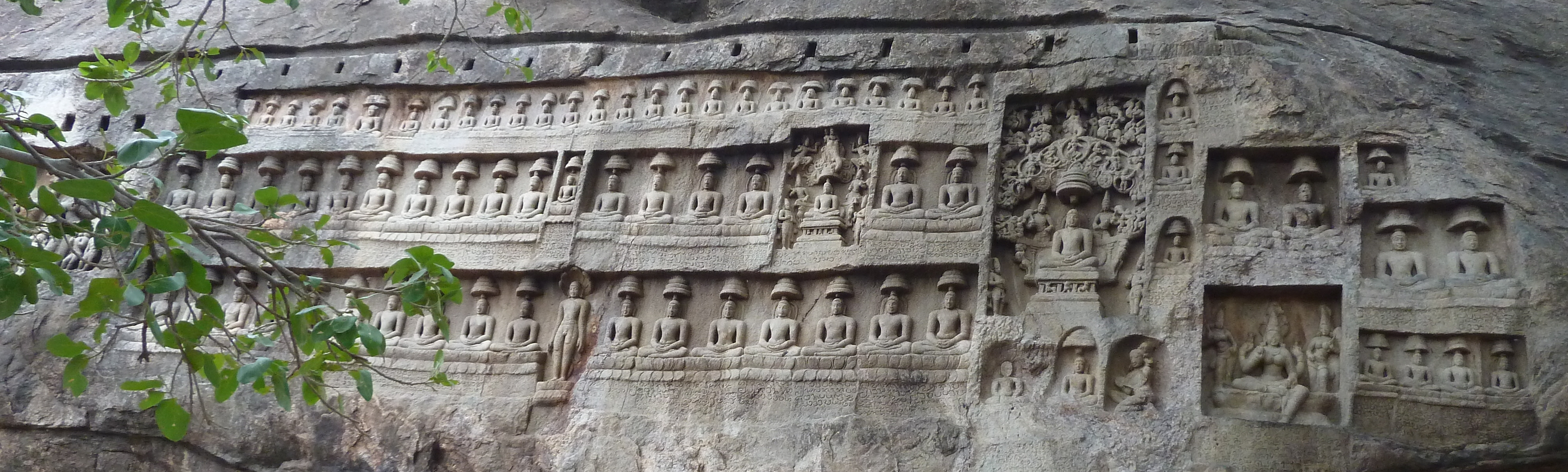
칼루구말라이 자이나교 침상, 판디아 왕국, 자틸라 파란타카 네둔자다이얀 왕(서기 8세기)

- Romila Thapar (2003). 《The Penguin History of Early India: From the Origins to AD 1300》. Penguin Books India. ISBN 978-0-14-302989-2.
- Peter Jackson (2003). 《The Delhi Sultanate: A Political and Military History》. Cambridge University Press. ISBN 978-0-521-54329-3.